# Glacier de la Griaz
Le glacier de la Griaz est un glacier de France situé dans le massif du Mont-Blanc, sur la commune des Houches.

## Géographie
Le glacier nait sur l'ubac de l'arête Payot, sous l'aiguille du Goûter, à environ 3 200 mètres d'altitude et s'écoule vers le nord-ouest. Il est entouré au sud par le glacier de Bionnassay et à l'est par le glacier du Bourgeat. Ses eaux de fonte alimentent le torrent de la Griaz qui traverse le village des Houches.